# Поход к Эребору
«Поход к Эребору» (англ. The Quest of Erebor) — произведение Джона Роналда Руэла Толкина, написанное как часть приложения к «Властелину колец». Стало одной из попыток свести воедино события, описанные в трилогии и в повести «Хоббит, или Туда и обратно». «Поход» был опубликован после смерти автора в составе сборника «Неоконченные сказания».

## Содержание и история текста
Действие «Похода к Эребору» происходит в Минас-Тирите после победы над Сауроном, изображённой во «Властелине колец». Волшебник Гэндальф рассказывает другим уцелевшим членам Братства о своём путешествии вместе с хоббитом Бильбо Бэггинсом, Торином Дубощитом и другими гномами к горе Эребор. Таким образом, здесь излагается новая версия событий, прежде описанных Толкином в повести «Хоббит, или Туда и обратно».
Предположительно «Поход к Эребору» был написан Толкином между 1953 и 1955 годами. Писатель хотел включить это произведение в приложение к «Властелину колец», но перед выходом книги оказался перед необходимостью сократить текст. В результате «Поход» не был издан. Он сохранился в архиве Толкина в трёх вариантах — черновом рукописном наброске, чистовой машинописной копии и её сокращённой версии. Первый вариант был опубликован в сборнике «Народы Средиземья» (1996), второй — в сборнике «Неоконченные предания Нуменора и Средиземья» (1980).